# Cratere Eumachia
Eumachia è un cratere sulla superficie di 4 Vesta.